# Romuald Sroczyński
Romuald Sroczyński (ur. 5 lipca 1922 w Krakowcu, zm. 22 grudnia 2006 we Wrocławiu) – polski organista, pedagog i profesor.

## Życiorys
Naukę gry na organach rozpoczął u ojca, który był organistą, a po II wojnie światowej uczył się w Średniej Szkole Muzycznej im. Karola Szymanowskiego w Jarosławiu. W latach 1947–1951 studiował w Państwowej Wyższej Szkole Muzycznej w Poznaniu w klasie organów prof. Pawlaka, kończąc ją z wyróżnieniem. W trakcie nauki uzyskał drugą nagrodę Ogólnopolskiego Konkursu Bachowskiego w 1950 r. Po studiach był aspirantem prof. Bronisława Rutkowskiego. Jednocześnie w latach 1952–1956 prowadził założoną przez siebie klasę organów w Państwowej Średniej Szkole Muzycznej w Toruniu. Od 1961 do 1991 był wykładowcą organów na macierzystej uczelni, a w 1971 objął klasę organów Państwowej Wyższej Szkoły Muzycznej we Wrocławiu, prowadząc ją do 1992 r.. Wykładał też we wrocławskim Archidiecezjalnym Studium Organistowskim. W 1968 obronił pracę habilitacyjną, a w 1989 mianowany profesorem nadzwyczajnym.
W 1955 został organistą archikatedry wrocławskiej. Po dziesięcioletniej pracy w katedrze przeniósł się do kościoła św. Elżbiety, pracując tam jako organista do 1972. W kościele tym, korzystając z faktu, iż posiadał on wysokiej jakości zabytkowe organy zorganizował cykl koncertów, do którego zaprosił czołowych organistów.
W 1978 r. odznaczony Złotym Krzyżem Zasługi, a w 1984 r. Krzyżem Kawalerskim Orderu Odrodzenia Polski.
Pochowany na cmentarzu św. Wawrzyńca we Wrocławiu.
Pamięci prof. Sroczyńskiego poświęcony jest ogólnopolski Akademicki Konkurs Organowy „Romuald Sroczyński in memoriam” organizowany co dwa lata przez poznańską Akademię Muzyczną od roku 2008.
Jego dziećmi są: Gemma Sroczyńska oraz Aleksander Sroczyński.

## Wybrani absolwenci prof. Romualda Sroczyńskiego[1]
- Elżbieta Karolak (ur. 17 lutego 1951)
- Julia Smykowska (ur. 11 czerwca 1951)
- Henryk Gwardak (ur. 1951)
- Sławomir Kamiński (ur. 1963)